# スクリーム (1996年の映画)
『スクリーム』（原題: Scream）は、1996年のアメリカのスラッシャー映画。監督はウェス・クレイヴン、脚本はケヴィン・ウィリアムソンが務め、出演はネーヴ・キャンベル、デヴィッド・アークエット、コートニー・コックス、マシュー・リラードら。カリフォルニア州の架空の町ウッズボローに住む女子高生シドニー・プレスコット（キャンベル）が、白いハロウィンマスクを被り黒装束を身にまとった正体不明の殺人鬼「ゴーストフェイス」の標的になる。
この映画は、ブラックコメディやフーダニットと、スラッシャーというジャンルの暴力性を組み合わせ、『ハロウィン』に始まるハロウィンシリーズ、『13日の金曜日』（1980年）、クレイヴン監督の『エルム街の悪夢』（1984年）などで人気を博した同ジャンルのお決まりのパターンを風刺している。
全世界で1億7,300万ドルを稼ぎ出し、『ハロウィン』（2018年）が公開されるまで、スラッシャー映画として最高の興行収入を記録した。インフレーション調整後では、未だに最高のスラッシャー映画である。
この作品は、1990年代にスラッシャーというジャンルを復活させたと言われている。このジャンルは、1970年代や1980年代に確立されたホラー映画シリーズの直販ビデオ作品や数多くの続編が登場したことで、ほぼ死滅したと考えられていた。これらの続編は、このジャンルの映画が頼りにしていたお決まりのパターンを利用していたため、経済的にも批評的にも成功しなかった。『スクリーム』の成功は一連の続編を生み出したが、商業的にも批評的にも同等の成功を収めたのは、翌年に公開された『スクリーム2』だけだった。

## ストーリー
ある夜、カリフォルニア州の田舎町ウッズボローの民家にて、ホラー映画のビデオを観ようとしていた女子高生ケイシーに、不審な電話が掛かってくる。ケイシーは、最初はこれをただのイタズラ電話だと考え、軽くあしらっていた。だが、何度となく相手は電話を掛けてくる。ケイシーが相手をしているうちに、声の主は徐々にその異常な本性を曝け出し始める。何度目かの電話にうんざりしたケイシーが「いいかげんにして！」と怒鳴ると、声の主も逆上し、「クイズに答えてもらう。これに正解できなければお前を殺す。庭の明かりを付けてみろ」と言う。ケイシーが庭の明かりを付けると、そこには恋人のスティーヴが椅子に縛りつけられており、彼女の目の前でスティーヴは惨殺された。パニックに陥ったケイシーは家から逃げ出そうとするが、直後にハロウィンマスクを被った脅迫者が姿を現し、揉み合いの末に、彼女は身体に何度となくナイフを突き刺された。
間もなく、帰宅したケイシーの両親が発見したのは、内臓を抉られ、木に吊るされた娘の死体であった。だが、ウッズボローで起きた惨劇はこれが初めてではなかった。1年前、ケイシーと同じくウッズボロー高校に通う女子高生シドニー・プレスコットの母親モーリーンが、レイプの末に惨殺されるという痛ましい事件が起きており、シドニーの証言が決め手となってコットン・ウェアリーという男性がその容疑者として逮捕されていた。
TV局の女性リポーター、ゲイル・ウェザーズは、惨殺事件が起こったウッズボローに出向き、シドニーを探し出して話を聞き出そうとするが、怒ったシドニーに張り倒される。ゲイルはモーリーンの事件についてコットンの冤罪を主張する本を執筆しており、今回の事件にモーリーンの事件との関連性を嗅ぎ取ってシドニーに付きまとっていた。
数日後の夜、シドニーの自宅に不審な電話が掛かってくる。その直後に殺人鬼がシドニーの前に姿を現し、彼女に襲い掛かるが、そこにタイミング良く彼女の恋人のビリーが駆け付け、殺人鬼は姿を消した。ビリーは携帯電話を持っていたことで警察から容疑者として疑われ拘留されるが、親友のテイタムの家に身を寄せていたシドニーのもとに真犯人から再度電話が掛かってくる。その後、警察によって外出禁止令が敷かれ、ウッズボロー高校は休校となる。まもなく、校内に残っていた校長が殺害され、出張に出掛けたまま行方不明となっていたシドニーの父親ニールに疑いが掛かる。
テイタムの恋人のスチュアート、シドニーの友人のランディら生徒たちはスチュアートの家に集まって休校祝いのパーティーを開催し、シドニーもテイタムに誘われて参加することに。ゲイルもカメラマンのケニーを引き連れて、スチュアートの家から少し離れたところにワゴン車を止め、車内にビデオカメラを設置し、自身は隠しカメラを用意してパーティー会場に向かう。ところが、既に殺人鬼は家の中に忍び込んでおり、単独行動をとったテイタムが惨殺されてしまう。同じ頃、シドニーはパーティーに現れたビリーとわだかまりを解き、2人は寝室で結ばれるが、その直後に殺人鬼が現れ、シドニーの目の前でビリーを滅多刺しにする。家から逃げ出したシドニーはケニーがいるワゴン車を見つけて助けを求めるが、シドニーを追ってきた殺人鬼が一足先にケニーの喉を掻っ切って殺害する。シドニーは再度家に逃げ込むが、そこにランディとスチュアートが現れ、スチュアートはシドニーに対して「こいつの言うことは信じるな！」と叫ぶ。そこで、先ほど殺人鬼に刺殺されたはずのビリーがシドニーの前に姿を現した。
彼は、一連の惨殺事件の犯人は自分とスチュアートの2人であったことを自ら明かし、シドニーを狙う理由を語った。ビリーの父親とモーリーンの不倫が原因で彼の母親は自分を捨てて出て行ってしまい、ビリーは母を失った痛みと悲しみに耐え切れず復讐を思い立ち、スチュアートと手を組み、1年前にモーリーンを殺害し、娘のシドニーも殺すつもりであったという。ビリーたち2人はニールを拉致しており、彼を犯人に仕立て上げることで完全犯罪を目論んでいた。ビリーたち2人はランディと警護のために駆け付けた保安官代理のデューイに重傷を負わせ、銃を構えて現れたゲイルを突き飛ばして気絶させる。だが、隙を突いたシドニーの反撃を受けて形勢は逆転した。
死闘の末、ビリーとスチュアートはシドニーによって止めを刺された。その後、ニール、ランディ、デューイは救出され、ゲイルによって現場から全米に報道がなされ、事件の幕は下りた。

## 登場人物

### 主要人物
シドニー・プレスコット（Sidney Prescott）
演 - ネーヴ・キャンベル
物語の主人公。ウッズボロー高校に通う高校生で、父親と2人で暮らす。
1年前に母親が殺され、不倫までしていたという事実を知ったトラウマからセックス恐怖症に陥っている。
デューイ・ライリー（Dwight "Dewey" Riley）
演 - デヴィッド・アークエット
ウッズボロー警察署保安官代理。テイタムの兄。気弱な性格で頼りにならない。
ゲイル・ウェザーズ（Gale Weathers）
演 - コートニー・コックス
地方局のTVリポーター。モーリーンの惨殺事件を題材に本を執筆しており、モーリーン殺人事件には真犯人がいると考えている。
ビリー・ルーミス（Billy Loomis）
演 - スキート・ウールリッチ
シドニーの恋人。2年前から彼女と付き合っているが、トラウマによって貞操が固くなった彼女とはすれ違いが起きている。
スチュアート・マーカー（Stuart "Stu" Macher）
演 - マシュー・リラード
テイタムの恋人。お調子者気質。惨殺されたケイシーとも一時期付き合っていた。
テイタム・ライリー（Tatum Riley）
演 - ローズ・マッゴーワン
シドニーの親友で、デューイの妹。兄とは対照的に勝気な性格。
ランディ・ミークス（Randy Meeks）
演 - ジェイミー・ケネディ
シドニーの友人。映画オタクで、レンタルビデオ屋でアルバイトをしている。童貞。

### その他の人物
ケイシー・ベッカー（Casey Becker）
演 - ドリュー・バリモア
シドニーの同級生。ホラー映画好き。冒頭で何者かに惨殺される。
スティーヴ・オース（Steven Orth）
演 - ケヴィン・パトリック・ウォールズ
ケイシーの恋人。アメフト部所属。冒頭で何者かに惨殺される。
コットン・ウェアリー（Cotton Weary）
演 - リーヴ・シュライバー
モーリーン殺人事件の容疑者。収監中で死刑判決が下っているが、無罪を主張している。
ニール・プレスコット（Neil Prescott）
演 - ローレンス・ヘクト
シドニーの父。仕事の影響で出張が多い。
モーリーン・ロバーツ・プレスコット（Maureen Prescott）
演 - リン・マクリー
シドニーの母。1年前、レイプの末に惨殺された。
ケニー・ジョーンズ（Kenny Jones）
演 - W・アール・ブラウン
地方局のTVカメラマン。ゲイルと行動を共にする。肥満体型。
ヘンリー・ルーミス（Henry "Hank" Loomis）
演 - C・W・モーガン
ビリーの父。1年前に妻とは離婚している。
バーク保安官（Sheriff Burke）
演 - ジョセフ・ウィップ
ウッズボロー警察署保安官。
アーサー・ヒンブリー校長（Arthur Himbry）
演 - ヘンリー・ウィンクラー
ウッズボロー高校校長。

## キャスト
| 役名                               | 俳優                             | 日本語吹替                                        |
| ---------------------------------- | -------------------------------- | ------------------------------------------------- |
| シドニー・プレスコット             | ネーヴ・キャンベル               | 根谷美智子                                        |
| デューイ・ライリー                 | デヴィッド・アークエット         | 宮本充                                            |
| ゲイル・ウェザーズ                 | コートニー・コックス             | 佐々木優子                                        |
| ビリー・ルーミス                   | スキート・ウールリッチ           | 三木眞一郎                                        |
| スチュアート・マーカー             | マシュー・リラード               | 森川智之                                          |
| テイタム・ライリー                 | ローズ・マッゴーワン             | 渕崎ゆり子                                        |
| ランディ・ミークス                 | ジェイミー・ケネディ             | 神奈延年                                          |
| ケイシー・ベッカー                 | ドリュー・バリモア               | 林原めぐみ                                        |
| スティーヴ・オース                 | ケヴィン・パトリック・ウォールズ |                                                   |
| コットン・ウェアリー               | リーヴ・シュレイバー             | なし                                              |
| ニール・プレスコット               | ローレンス・ヘクト               | 仲野裕                                            |
| モーリーン・ロバーツ・プレスコット | リン・マクリー                   | なし                                              |
| ケニー・ジョーンズ                 | W・アール・ブラウン              | 辻親八                                            |
| ヘンリー・ルーミス                 | C・W・モーガン                   |                                                   |
| ケイシーの父                       | ディヴィッド・ブース             |                                                   |
| ケイシーの母                       | カーラ・ヘイトリー               | 寺内よりえ                                        |
| テイタムの母                       | リー・マッケイン                 | 火野カチコ                                        |
| バーク保安官                       | ジョセフ・ウィップ               | 石波義人                                          |
| アーサー・ヒンブリー校長           | ヘンリー・ウィンクラー           | 納谷六朗                                          |
| フレッド                           | ウェス・クレイヴン               | 田原アルノ                                        |
| 役不明又はその他                   |                                  | 石井隆夫 吉田孝 棚田恵美子 八戸優 堀川仁 幸田夏穂 |

## 撮影
撮影は1996年4月15日から6月14日まで行われた。予算は1400万ドルだった。最初の週はケイシー・ベッカーのシーンの撮影に費やしていたという。

## 公開
1996年12月18日にカリフォルニア州ロサンゼルスのウェストウッドにあるAMC Avcoシアターでプレミア上映された。ボブ・ワインスタインはこの映画を1996年12月20日に公開するように命じたが、この日は季節映画やファミリー映画が多く上映されるクリスマスの時期であったため、他の人々は批判的であった。ワインスタインはこの事実が、ホラーファンやティーンエイジャーが12月の期間に見るべき面白いものがないことを意味するため、この映画に有利であると主張した。『スクリーム』の最初の週末の興行収入が600万ドルにとどまったとき、この公開日の賭けは失敗したと考えられたが、翌週の興行収入は下がるどころか増え続け、全米での総興行収入は1億ドルを超え、批評家からも高い評価を得た。
日本では、1997年8月23日に公開された。

## 続編
映画が売れたことで、続編となる『スクリーム2』『スクリーム3』も作られた。結果的にではあるが、3部作の第1作目になった。
2010年、『スクリーム4: ネクスト・ジェネレーション』の製作が発表された。本作は、『3』から10年後の物語という設定であり、世界観やストーリーが引き継がれている。アメリカ本国では2011年4月に、日本では2011年10月に公開された。
2015年6月にはドラマ化され（続編ではない）、2019年7月まで放送された。全シーズン3。
2022年にシリーズ5作目『スクリーム』が公開された。